# Kozelsk
Kozelsk (rusky Козельск) je město v Kalužské oblasti v Rusku. K roku 2010 v němž žilo přes osmnáct tisíc obyvatel a bylo správním střediskem svého rajónu.

## Poloha a doprava
Kozelsk leží převážně na levém břehu řeky Žizdry, přítoku Oky v povodí Volhy. Od Kalugy, správního střediska oblasti, je vzdálen přibližně 70 kilometrů jihozápadně.
Od roku 1899 vedla přes Kozelsk železniční trať ze Smolenska přes Suchiniči do Čaplyginu, jejíž východní část je od devadesátých let mimo provoz. Východně od Kozelska z ní byla v roce 1941 postavena boční trať do Tuly.

## Dějiny
První písemná zmínka o Kozelsku je z roku 1154. V roce 1238 se město sedm týdnů bránilo proti jednotkám Bátúa, které jej ale nakonec dobyly a zničily. V druhé polovině 14. století a v letech 1445 až 1494 patřil Kozelsk k Litevskému velkoknížectví. V 16. a 17. století město zažívalo rozkvět díky své poloze na hlavní obchodní cestě mezi Ruskem a Ukrajinou.
V roce 1776 se stal Kozelsk městem a přitom správním střediskem ujezdu.
Za druhé světové války byl Kozelsk od 8. října 1941 obsazen německou armádou a dobyt zpět byl 28. prosince 1941 Západním frontem Rudé armády.

### Rodáci
- Agapit (1793 – 1854), biskup ruské pravoslavné církve
- Vasilij Nikolajevič Panov (1906 – 1973), šachista a novinář
- Taťjana Viktorovna Ševcovová (* 1969), politička